# Искандерия, Тамара
Юлдашева Тамара Ишбулдовна, Тамара Искандерия (баш. Юлдашева Тамара Ишбулды ҡыҙы, Тамара Искәндәриә; род. 10 июня 1958, деревня Кияуково, Ишимбайский район Башкирской АССР) — башкирская поэтесса, переводчик, драматург, журналист. С 1992 года член Союза писателей Республики Башкортостан и Российской Федерации, с 2004 года — Союза журналистов Республики Башкортостан и Российской Федерации. Заслуженный работник печати и средств массовой информации Республики Башкортостан (2012), кавалер ордена Салават Юлаев (2021).

## Биография
Тамара Искандерия (Тамара Ишбулдовна Юлдашева) родилась 10 июня 1958 года в д. Кияук Ишимбайского района БАССР.
Работала швеей-мотористкой в Ишимбайской трикотажной фабрике. В 1981 году окончила Башкирский государственный университет (ныне Уфимский университет науки и технологий). По окончании БГУ (ныне Уфимский университет науки и технологий) работала корреспондентом газеты «Башҡортостан пионеры» (ныне «Йәншишмә», потом работала в газете «Йәшлек», на радио и телевидении Башкортостана, в газете «Башкортостан», журнале «Ватандаш».
С 2007 года — заместитель главного редактора журнала «Башкортостан кызы».
С 2010 по 2020 года — главный редактор журнала «Акбузат».
Из интервью:
Пишу по велению сердца. Стихи рождаются между делом: ночью, когда все домочадцы спят, в общественном транспорте по пути на работу… Жить, занимаясь чисто поэтическим творчеством, сегодня просто невозможно. Наверное, все-таки основная тема моих произведений — добро как вселенское понятие. Эта мысль (мир спасет любовь) прослеживается и в цикле стихов о Багдаде. Одно из последних моих творений — поэма «Азнабика» — о матери Салавата Юлаева. Меня сильно заинтересовала судьба этой неординарной личности.

Пишет стихи на башкирском языке. 
Мне казалось: раз пишу на башкирском, то прежде всего должна постичь всю глубину и красоту родного языка. И этот процесс захватил меня целиком.
Её муж — башкирский поэт Хисматулла Юлдашев, они воспитали трех сыновей